# Ape regina (film)
Ape regina (Queen Bee) è un film del 1955 diretto da Ranald MacDougall.

## Trama
I Philips, famiglia tradizionale del Vecchio Sud, visti attraverso gli occhi di una giovane visitatrice. La dispotica moglie odiata dal marito e disprezzata dall'ex amante si comporta come l'ape del titolo, egoista e malevola vuole tutti gli uomini attorno a sé.

## Critica
Leo Pestelli sulle pagine de La Stampa giudica il film "artificioso, scopertamente fatto per l'attrice Joan Crawford che col suo gran mestiere riesce qua e là a vivificare il preconcetto personaggio dell'ape regina".